# ألفارو ميسيل ألفارو
ألفارو ميسيل ألفارو (بالإسبانية: Álvaro Misael Alfaro) (6 يناير 1971 بسانتا تكلا، السلفادور في السلفادور - ) هو لاعب كرة قدم سلفادوري في مركز حراسة المرمى. شارك مع منتخب السلفادور لكرة القدم. أما مع النوادي، فقد لعب مع نادي أليانزا ‏ وسان سلفادور ‏ وAlacranes Del Norte ‏ وإيسيدرو ميتابان ‏ وAtlético Balboa ‏ ونادي لويس أنخيل فيربو ونادي أكويلا.

## وصلات خارجية
- ألفارو ميسيل ألفارو على موقع الاتحاد الدولي (مؤرشف)  (الإنجليزية)
- ألفارو ميسيل ألفارو على موقع قاعدة بيانات كرة القدم.إي يو (الإنجليزية)
- ألفارو ميسيل ألفارو على موقع ناشيونال فوتبول تيمز (الإنجليزية)